# 哈桑铁路支线
哈桑铁路支线（羅馬化：Zheleznodorozhnaya liniya Baranovsky Khasan）位于俄罗斯滨海边疆区的南部，靠近与中国及朝鲜的边境沿海地区。贯通了哈桑斯基县。全长240千米。
莫斯科-平壤国际旅客列车、平壤-哈巴罗夫斯克国际旅客列车经过该线路。其中，莫斯科-平壤国际旅客列车，全程10267km，两周对开一次，附挂在莫斯科-符拉迪沃斯托克100次列车尾部，由朝鲜乘务员与车厢担任值乘，在乌苏里斯克甩挂，以652次列车名义运行在哈桑铁路支线，通过朝俄国境友谊桥（4线混合宽准轨之轨道）后，更换转向架（由宽轨换准轨），附挂在朝鲜豆满江站-平壤站的8次列车，图定运行9天9夜，实际往往需要10天11夜。是全世界运行里程最长的图定旅客列车。平壤-哈巴罗夫斯克国际旅客列车，每月对开一班，其他情况均类似莫斯科-平壤国际列车。
俄铁开行的莫斯科-朝鲜豆满江站直通旅客列车，每周一班，每班两节车箱，附挂在莫斯科-符拉迪沃斯托克“俄罗斯号”2次列车尾部，也是在乌苏里斯克甩挂，单独牵引经哈桑铁路，通过朝俄国境友谊桥（4线混合宽准轨之轨道）后，终到朝鲜豆满江站。其前身是俄铁运营的莫斯科-满洲里-沈阳-丹东-新义州-平壤国际列车，原为每周一班，附挂在莫斯科-北京K19/20次列车，运行至沈阳后甩挂附加在北京-平壤K27/28次国际列车尾部. 1955年2月1日，中国苏联铁路代表在哈尔滨签订了关于经过中国东北开行莫斯科－平壤国际联运直通客车问题的会议记录。由于平壤开来的列车经常晚点，在沈阳换挂困难，中方主张取消，遭朝方坚决反对。2010年12月20日，经俄、朝、中三国铁路商定，自即日起俄罗斯铁路开行的K19/20次莫斯科—北京国际旅客联运列车编组中取消莫斯科-平壤直通客车，K27/28次列车亦不再加挂俄朝联运车厢。

## 历史
为开发自然资源，应对1938年日本关东军及驻朝鲜军挑起的张鼓峰事件，开始从西伯利亚铁路的巴拉诺夫斯克站新建到克拉斯基诺长度190km的支线铁路。1941年完工。
苏德战争胜利后，该条铁路继续修建至图们江入海口的哈桑站。总长度达到238km。1951年9月28日竣工通车。随后跨图们江建起一座木制便桥，1952年通车接入了朝鲜铁路网。1959年8月9日，砼桥墩的钢梁桥替代了木桥，称为图们江“友谊桥”，朝鲜文是。 
由于该朝俄铁路桥高度过低，导致自中国境内的防川港出海，到达日本海进行渔业作业的大型渔船和日本新潟市的国际航运之客货轮船运输业务无法进行。1997年联合国教科文组织提出图门江开发计划以来，中方一直主张俄联邦和朝鲜方面对该桥进行改造，升高其桥面，以便利中方远洋客货轮和中国海军的军舰通行日本海，但由于地缘政治和战略考量，朝俄两国并未同意解决这一个卡中国“咽喉”的关键问题。
2009-2011年，朝鲜对友谊桥至罗津港的54公里现代化改造，2011年10月13日竣工运营。